# مارون (شهر)
مارون (به فرانسوی: Mâron) یک کمون در فرانسه است که در اندر واقع شده‌است. مارون ۲۷٫۸۴ کیلومتر مربع مساحت و ۷۳۰ نفر جمعیت دارد و ۱۶۰ متر بالاتر از سطح دریا واقع شده‌است.